# Ефингам (окръг, Джорджия)
Окръг Ефингам (на английски: Effingham County) е окръг в щата Джорджия, Съединени американски щати. Площта му е 1251 km², а населението - 52 060 души. Административен център е град Спрингфийлд.